# Pasłęk
Pasłęk [ˈpaswɛŋk] (deutsch Preußisch Holland) ist eine Stadt im Powiat Elbląski (Elbinger Kreis) der polnischen Woiwodschaft Ermland-Masuren. Sie ist Sitz der gleichnamigen Stadt-und-Land-Gemeinde mit 19.205 Einwohnern (Stand 31. Dezember 2020).

## Geographische Lage

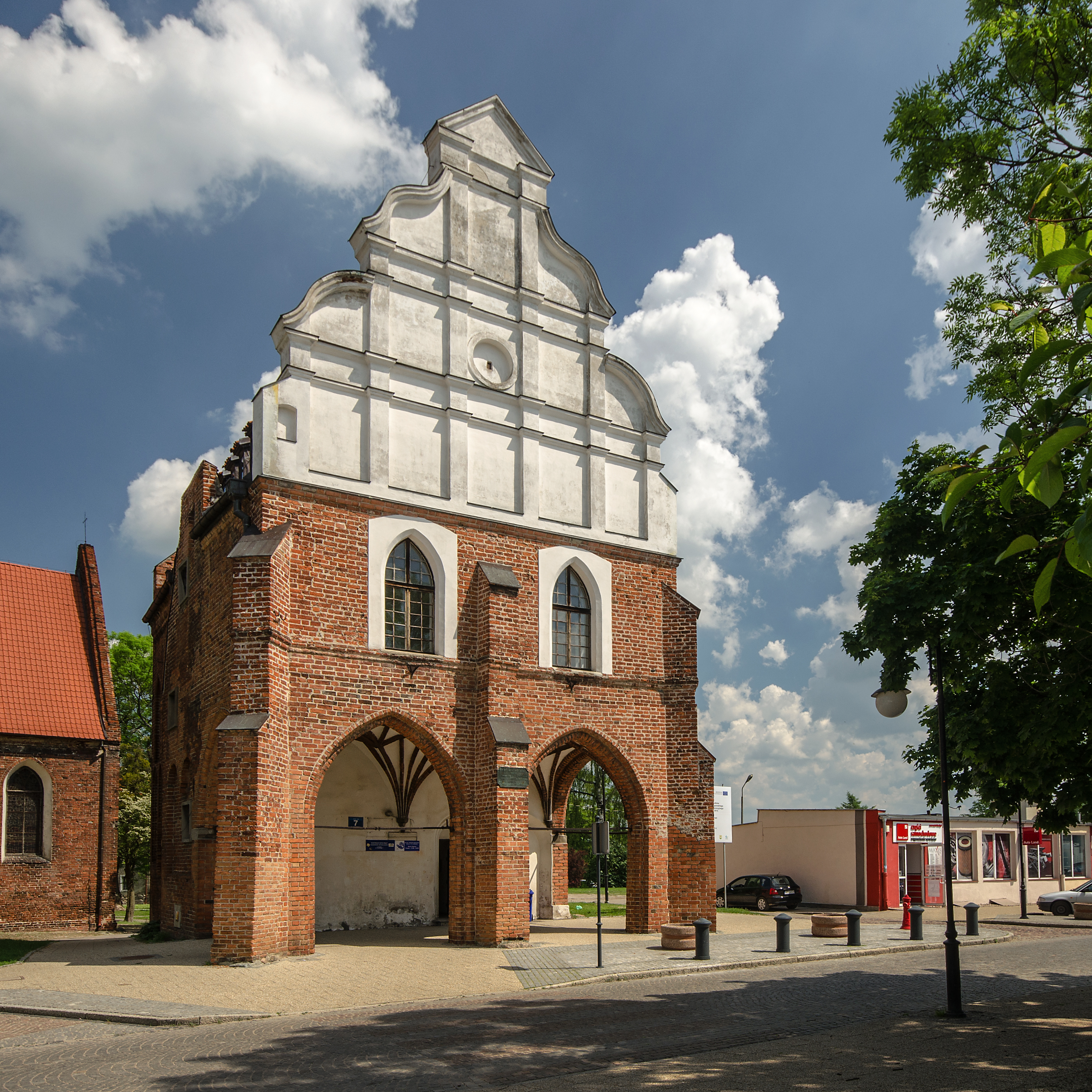
Rathaus

Preußisch Holland (Preuss. Holland), südsüdwestlich von Königsberg und südöstlich der Stadt Elbing, auf einer Landkarte von 1910

Die Stadt liegt im ehemaligen Ostpreußen, in den Nordwestausläufern des preußischen Oberlandes in Hanglage auf einer Höhe von 48 Metern über der Ostsee an dem kleinen Fluss Weeske (polnisch Wąska), der nach zehn Kilometern in den Drausensee (Druzno) mündet, etwa 20 Kilometer südöstlich von Elbląg (Elbing) und 70 Kilometer südöstlich von Danzig.

## Ortsname
Der deutsche Ortsname (Preußisch) Holland bezieht sich auf die vom Deutschen Orden angeworbenen holländischen Wasserbau-Pioniere, die zur Gründung der Stadt beitrugen und sich  hier niederließen. Der 1945 eingeführte polnische Name ist dem prußischen Namen Passis Lukis (aus pa-assis = „der an der Spitze“ und lukis = „Quartier“, also „Quartier des Anführers“) entlehnt, der beispielsweise 1393 im Jahresgedächtnis eines „frater Heinricus de Castro alias Pasloci“ erwähnt ist.

## Geschichte

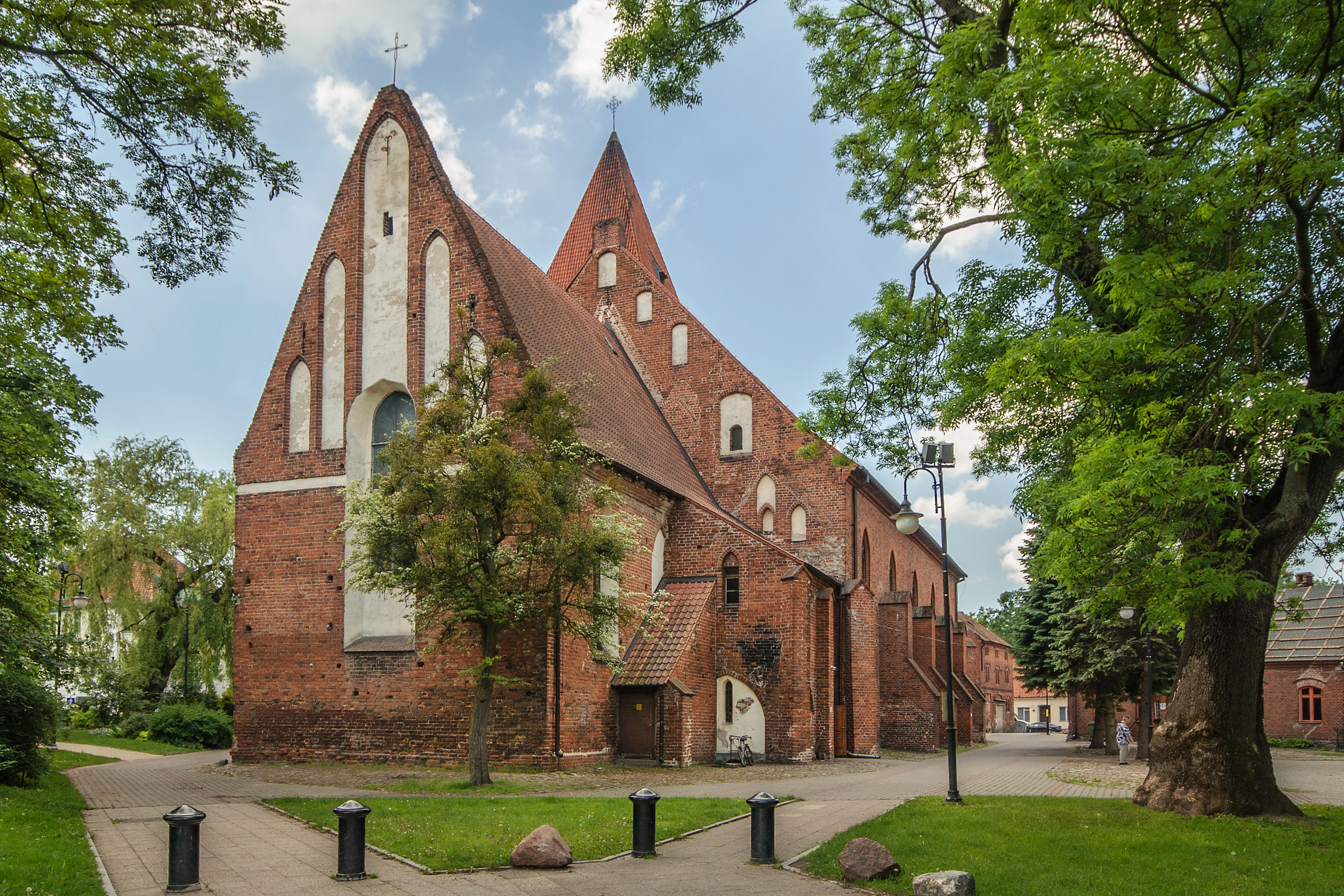
Stadtkirche, bis 1945 Gotteshaus der evangelischen Gemeinde Preußisch Holland

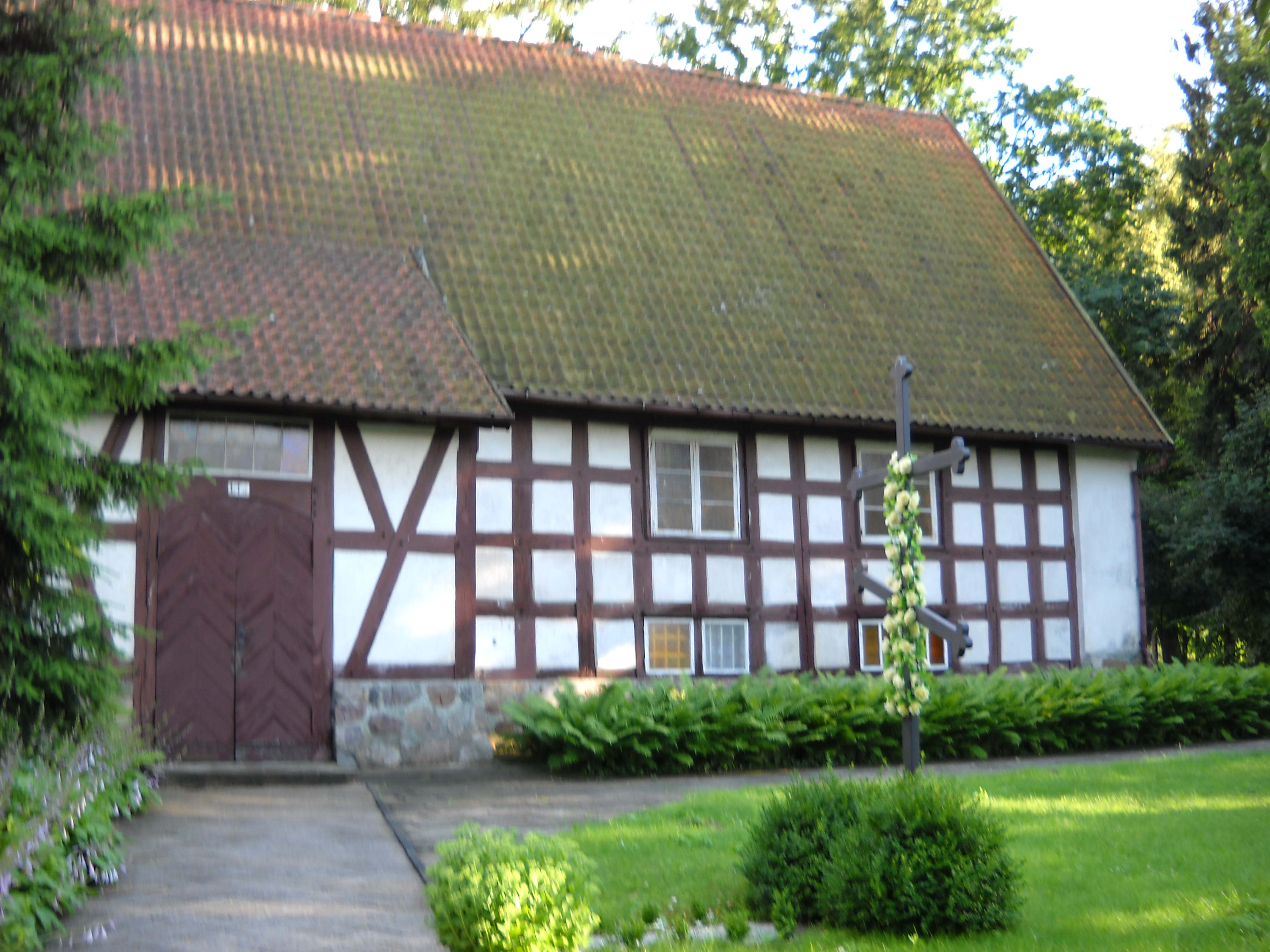
Georgskirche/Onuphriuskirche, Heutiges Gotteshaus der Lutherischen und der Polnisch Orthodoxen Kirche

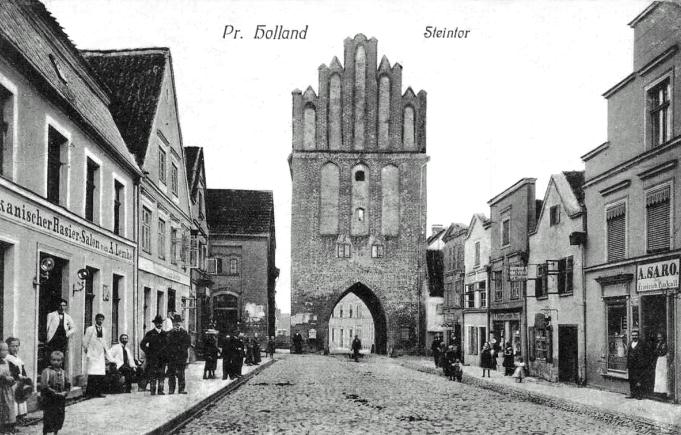
Steintor in Pr. Holland um 1900

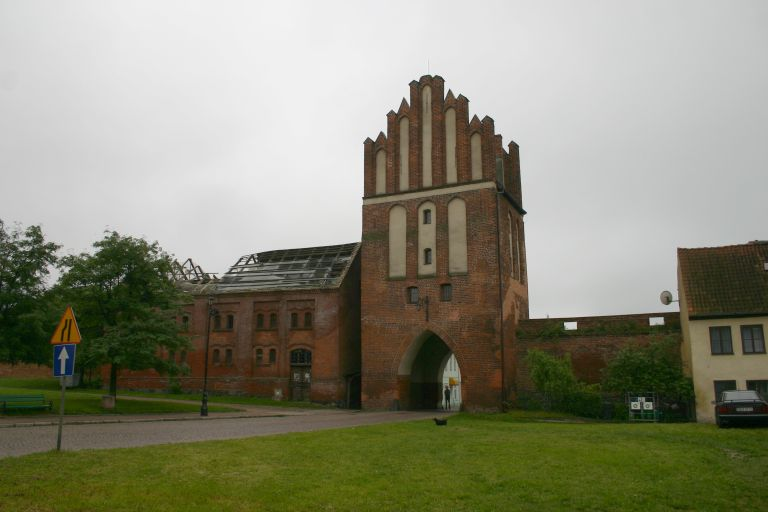
Steintor im Jahr 2007

### Mittelalter: Deutscher Orden
Noch bevor Anfang des 14. Jahrhunderts der Deutsche Orden am Rande der Niederung des Drausensees eine Burg errichtete, hatte sich dort schon eine Siedlung entwickelt, die den Namen Pazluk trug.
Als 1288 der Landmeister des Ordens Meinhard von Querfurt mit der Eindeichung des Weichseldeltas beauftragt wurde, rief er Deichbauexperten aus Holland ins Land. Ein Teil von ihnen ließ sich in Pazluk nieder und baute den Ort zu einer städtischen Siedlung aus. Bereits 1297 konnte Meinhard von Querfurt dem Ort mit der Handfeste das Stadtrecht nach Kulmer Recht verleihen und vermerkte in der Urkunde, dass die Holländer die Stadtgründer (primi locatores) gewesen waren und die Stadt nach ihnen benannt wird. Die Stadt trug danach den Namen Holland, aus dem sich später der Name Preußisch Holland entwickelte.
Der Orden fasste seine Burg samt Stadt mit einem festen Mauerring ein, und es entstand die stärkste mittelalterliche Festung des Oberlandes. 1404 stiftete der Ordens-Hochmeister Konrad von Jungingen der Stadt das Hospital zum Heiligen Geist. Während der kriegerischen Auseinandersetzungen zwischen dem Deutschen Orden und Polen wurde Preußisch Holland 1410 von polnischen Truppen besetzt, es gelang jedoch dem Komtur von Ragnit, die Stadt wieder zurückzuerobern. Einen zweiten Angriff der Polen unter ihrem König Jagiello 1414 konnte die Stadt dank ihrer starken Befestigungsanlagen abwehren.
Als der Ritterorden infolge der Kriege mit Polen in finanzielle Schwierigkeiten geriet und diese auf die Städte abwälzen wollte, schlossen sich diese zur Abwehr der Forderungen 1440 zum Preußischen Bund zusammen. Zu den Mitgliedsstädten gehörte auch Pr. Holland, das in den Jahren 1454 und 1464 während des so genannten Städtekrieges in militärische Auseinandersetzungen mit dem Ordensspittler Heinrich von Plauen verwickelt wurde. Mit dem 2. Thorner Frieden von 1466 wurden die Auseinandersetzungen zwischen dem Orden und Polen endgültig beendet. Der Orden verlor seine Gebiete westlich der Weichsel und Elbing, was zur Folge hatte, dass der Sitz der Komturei Elbing nach Pr. Holland verlegt wurde. Als erster Komtur trat hier der spätere Hochmeister Heinrich Reuß von Plauen sein Amt an. Als sich der Ritterorden 1520 erneut mit Polen im so genannten Reiterkrieg anlegte, bekam dies auch Preußisch Holland zu spüren. Ende Januar 1521 belagerten 8000 Polen, Elbinger und Danziger die Stadt und zerstörten das Schloss.

### Herzogtum Preußen
Als 1525 der Ordensstaat säkularisiert und an seiner Stelle das Herzogtum Preußen geschaffen wurde, wurde die Komturei in das Hauptamt Preußisch Holland umgewandelt, das seinerseits in den Oberländischen Kreis eingegliedert wurde. 1534 richtete man in der Stadt eine lateinische Schule ein. 1543 machte der Herzog von Preußen Albrecht anlässlich einer Kirchenvisitation Station in Preußisch Holland. Ein Stallknecht seines Gefolges verursachte einen Brand, dem fast die gesamte Stadt zum Opfer fiel. Für den Wiederaufbau stellte der Herzog Bauholz und die Steine des zerstörten Schlosses zur Verfügung und gab darüber hinaus finanzielle Hilfe.

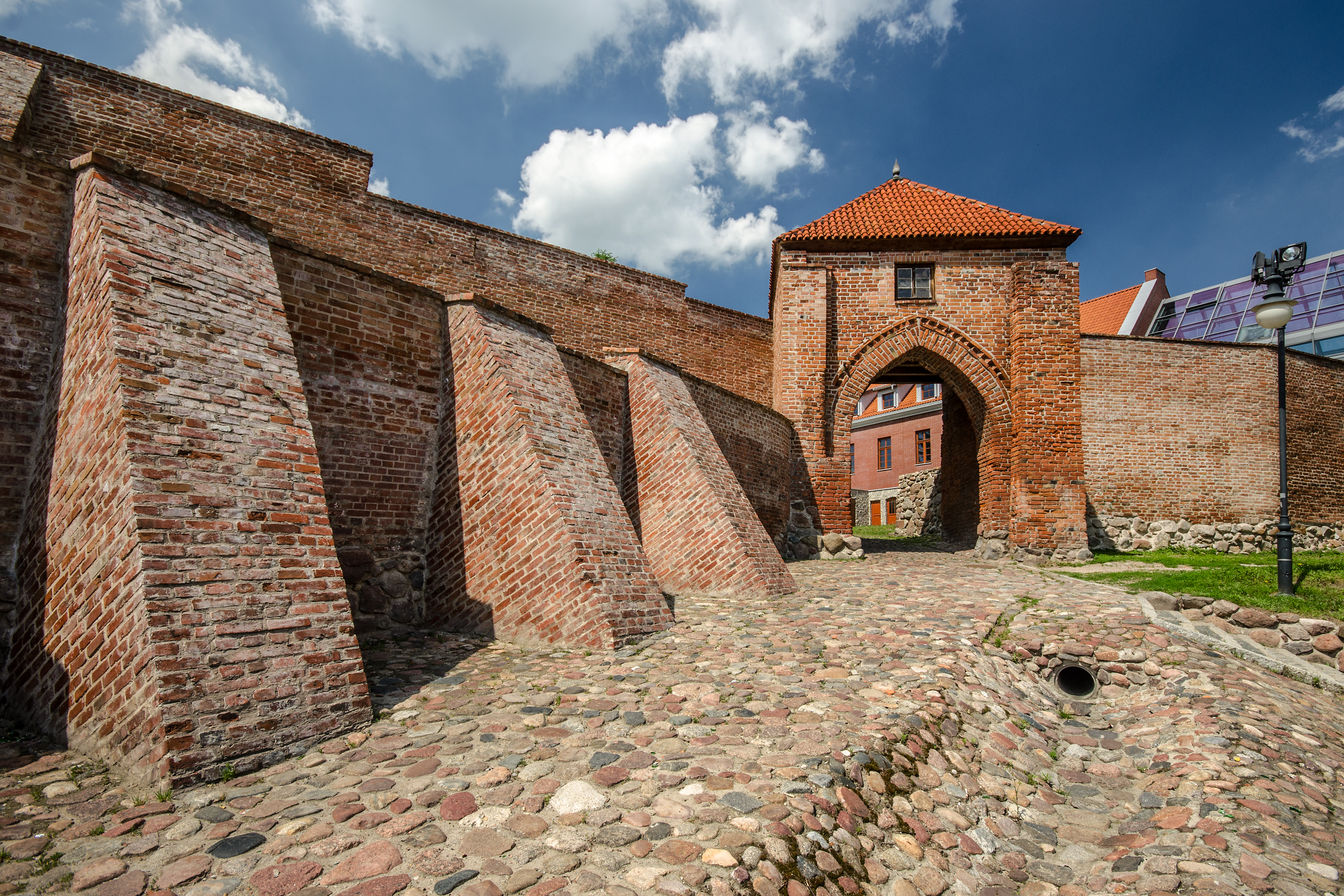
Mittelalterliche Stadtmauer
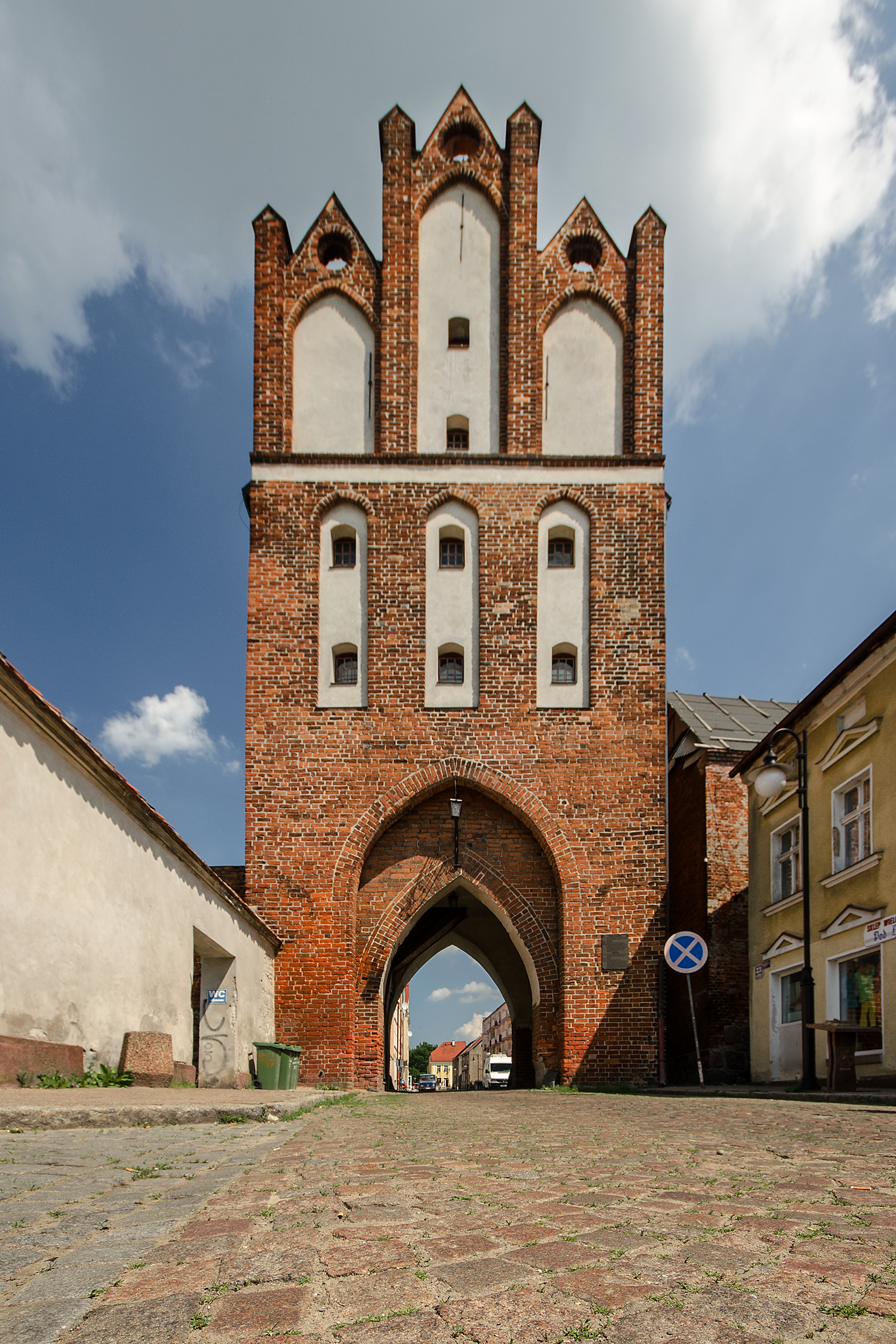
Stadttor
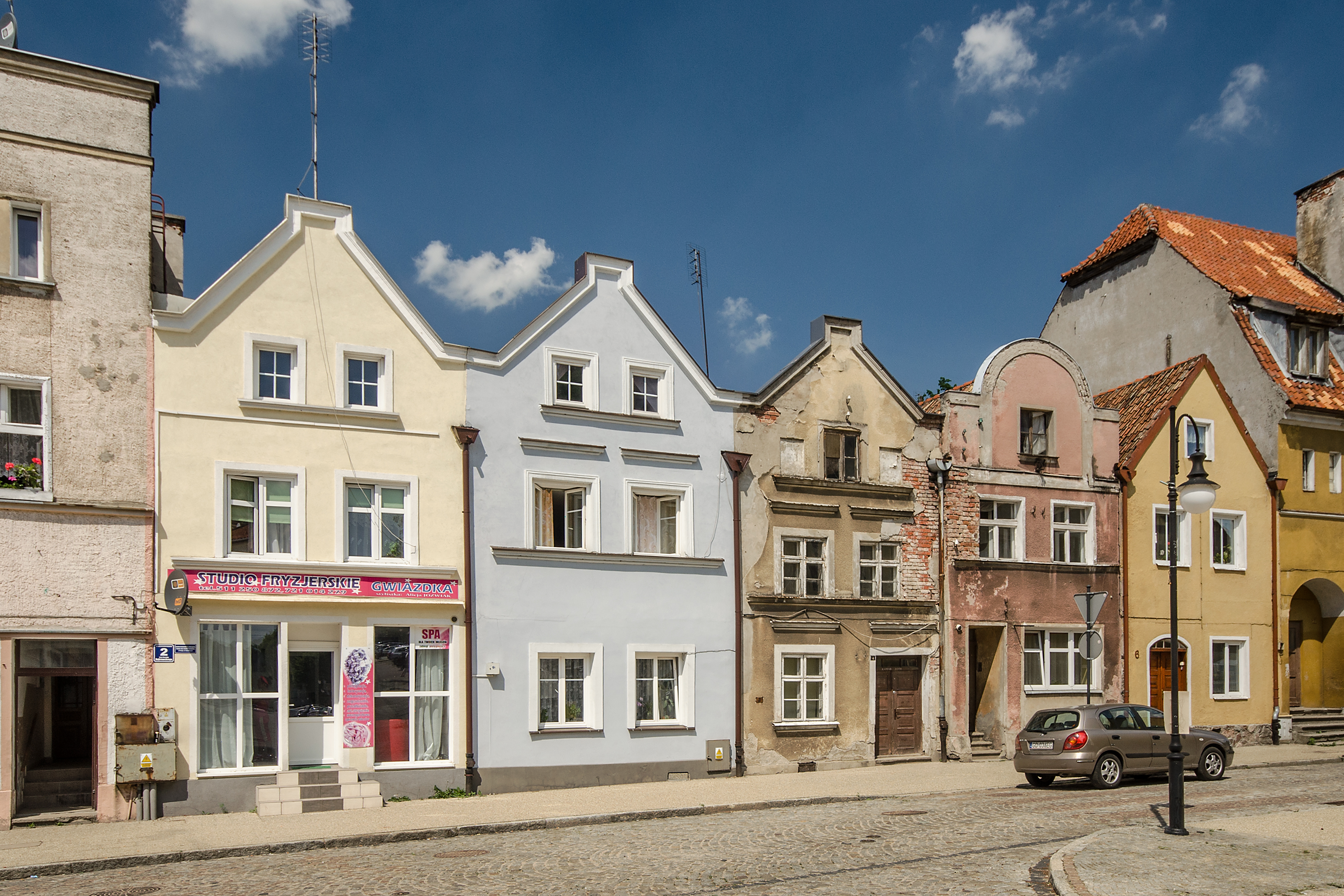
Straßenpartie

Im Laufe des 16. Jahrhunderts wanderten erneut Holländer, diesmal als Glaubensflüchtlinge, in Preußisch Holland ein. Ihnen folgten reformierte Franzosen und Schotten. Letztere bildeten eine starke Kolonie, zeitweise „Schottische Nation“ genannt. Mit Hilfe der tatkräftigen Einwanderer entstand die mittelalterliche Altstadt neu, die später als das „ostpreußische Rothenburg“ bezeichnet wurde und bis 1945 zu den am besten erhaltenen historischen Kleinstadtbildern östlich der Oder zählte.
Während des schwedisch-polnischen Krieges besetzten die Schweden 1627 Preußisch Holland, und am 19. Oktober hielt sich ihr König Gustav Adolf dort auf. Im Jahre 1629 suchte die Pest die Stadt heim, 744 Einwohner fielen ihr zum Opfer. 1656 trafen sich der schwedische König Karl X. Gustav mit dem brandenburgischen Kurfürsten Friedrich Wilhelm in Preußisch Holland, um Brandenburg als Verbündeten zu gewinnen. Trotzdem wurde Preußisch Holland 1659 erneut von 5000 schwedischen Soldaten belagert, denen es diesmal aber nicht gelang, in die Stadt einzudringen. In den Jahren 1663 und 1695 richteten erneut Brände schwere Schäden in der Stadt an.
Im Jahr 1752, inzwischen war das Herzogtum Preußen zum „Königreich“ Preußen geworden, wurde im Zuge einer Verwaltungsreform der Oberländische Kreis aufgelöst, und Preußisch Holland wurde in den Kreis Mohrungen eingegliedert. 1780 zählte die Stadt 2900 Einwohner.

### Napoleonische Kriege
Während der französischen Besetzung Ostpreußens marschierten Napoleons Soldaten am 24. Februar 1807 in Pr. Holland ein, und Marschall Jean-Baptiste Bernadotte schlug hier für einige Wochen sein Hauptquartier auf. Auf ihrem Zug nach Russland marschierten Napoleons Truppen 1812 durch die Stadt und requirierten sämtliches Vieh und alle Wagen. Die Einwohner errichteten zu ihrem Schutze eine Bürgergarde. Ein Jahr später zog die geschlagene französische Armee erneut durch die Stadt. Unter der Regie einer Kosakenarmee wurden 68 Einwohner zur Landwehr eingezogen, die sich am Befreiungskrieg beteiligte.

### Bis zum Zweiten Weltkrieg
Im Zuge der Preußischen Reformen wurde 1815 im Regierungsbezirk Königsberg der Provinz Ostpreußen der Kreis Preußisch Holland gebildet, dessen Landratsamt in der Stadt eingerichtet wurde. Zwischen 1845 und 1853 wurde die spätere Reichsstraße 130 gebaut, die Preußisch Holland mit Elbing und Osterode verband. 1884 erfolgte der Anschluss an die Bahnlinie Güldenboden–Göttkendorf, mit der die Anbindung an die Preußische Ostbahn Berlin–Königsberg hergestellt wurde. Am Anfang des 20. Jahrhunderts hatte die Stadt eine evangelische Kirche, eine katholische Kirche, eine Synagoge, ein altes Schloss, eine landwirtschaftliche Winterschule und das Amtsgericht Preußisch Holland.
Während die Stadt im Ersten Weltkrieg keine Schäden davontrug, brach 1922 ein Großbrand aus, dem auch der Turm der Bartholomäuskirche zum Opfer fiel. Bei Ausbruch des Zweiten Weltkrieges hatte die Stadt 6.343 Einwohner. Während der Bombenangriffe auf Berlin wurde die Friesen-Oberrealschule aus Berlin-Charlottenburg nach Preußisch Holland evakuiert.
Gegen Ende des Zweiten Weltkriegs griff die Rote Armee am 22. Januar 1945 Preußisch Holland an und eroberte es einen Tag später. Nach der Einnahme brachen insbesondere im Zentrum Brände aus, die das alte historische Stadtzentrum sowie das Schloss weitgehend zerstörten.

### Nach dem Zweiten Weltkrieg
Nach Beendigung der Kampfhandlungen unterstellte die Rote Armee Preußisch Holland zusammen mit der südlichen Hälfte Ostpreußens vorbehaltlich einer zukünftigen friedensvertraglichen Regelung der Verwaltung der Volksrepublik Polen. Dies bestätigte das Potsdamer Abkommen im August 1945. In Anlehnung an den mittelalterlichen Siedlungsnamen wurde die polnische Ortsbezeichnung Pasłęk eingeführt. In der Folgezeit wurden die Bewohner Preußisch Hollands vertrieben oder an der Rückkehr gehindert. Die neu angesiedelten Bewohner kamen zum Teil aus Gebieten östlich der Curzon-Linie.
Unter der polnischen Verwaltung wurden die Burg, die Stadtkirche, das Rathaus und Teile der gut erhaltenen Stadtbefestigung mit Hohem und Mühlentor wie auch einige Bürgerhäuser wieder aufgebaut oder rekonstruiert. Die Stadt ist heute dem Powiat Elbląski in der Woiwodschaft Ermland-Masuren zugeordnet.

### Bevölkerungsentwicklung bis 1945
| Jahr | Einwohner | Anmerkungen |
| ---- | --------- | --- |
| 1780 | über 2900 | [ 3 ] |
| 1802 | 2833      | [ 4 ] |
| 1810 | 2188      | [ 4 ] |
| 1816 | 2436      | davon 2305 Evangelische, 72 Katholiken und 51 Juden                                                                |
| 1818 | 2671      | davon 2523 Evangelische, 72 Katholiken, acht Mennoniten und 68 Juden                                               |
| 1821 | 2849      | in 356 Privatwohnhäusern                                                                                           |
| 1831 | 3132      | [ 6 ] |
| 1858 | 3912      | davon 3702 Evangelische, 96 Katholiken und 143 Juden; auf einer Fläche von 5289 Morgen                             |
| 1864 | 4606      | am 3. Dezember |
| 1867 | 4685      | am 3. Dezember |
| 1871 | 4917      | am 1. Dezember, davon 4533 Evangelische, 194 Katholiken, zwei sonstige Christen und 181 Juden; in 374 Wohngebäuden |
| 1875 | 4718      | [ 10 ] |
| 1880 | 4773      | [ 10 ] |
| 1890 | 4984      | davon 278 Katholiken und 169 Juden                                                                                 |
| 1905 | 4923      | [ 2 ] |
| 1910 | 4744      | am 1. Dezember |
| 1933 | 5312      | [ 10 ] |
| 1939 | 6343      | [ 10 ] |
| 1945 | 0745      | bei Übergabe der Verwaltung an die Volksrepublik Polen am 1. Juni 1945                                             |

## Ordensburg Holland

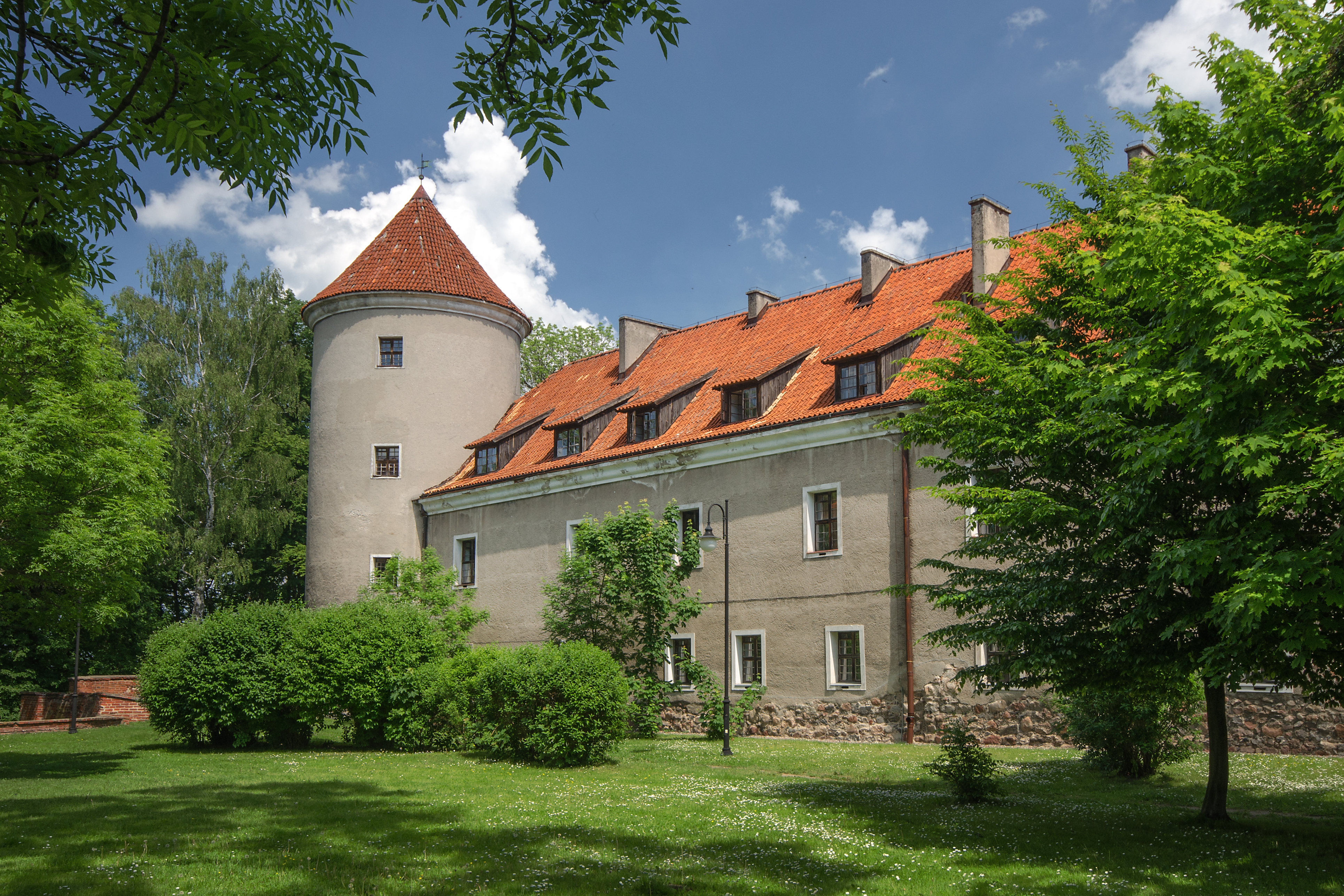
Nach 1945 wieder aufgebaute Ordensburg Holland

Noch bevor Anfang des 14. Jahrhunderts der Deutsche Orden am Rande der Niederung des Drausensees eine Burg errichtete, hatte sich dort schon eine Siedlung entwickelt, die den Namen Pazluk trug.
Bereits 1297 konnte der Landmeister Meinhard von Querfurt dem Ort das Stadtrecht nach Kulmer Recht verleihen und vermerkte in der Urkunde, dass die Holländer die Stadtgründer (primi locatores) gewesen waren und die Stadt nach ihnen benannt wird. Stadt und Burg trugen danach den Namen „Holland“, aus dem sich später der Name Preußisch Holland entwickelte.
Der Orden fasste seine Burg samt Stadt mit einem festen Mauerring ein, und es entstand die stärkste mittelalterliche Festung des Oberlandes (Burg und Stadt zusammen). Während der kriegerischen Auseinandersetzungen zwischen dem Deutschen Orden und Polen wurde Preußisch Holland 1410 von polnischen Truppen besetzt, es gelang jedoch dem Komtur von Ragnit, die Stadt wieder zurückzuerobern. Einen zweiten Angriff der Polen unter ihrem König Jagiello 1414 konnte die Stadt dank ihrer starken Befestigungsanlagen abwehren.
Als der Ritterorden infolge der Kriege mit Polen in finanzielle Schwierigkeiten geriet und diese auf die Städte abwälzen wollte, schlossen sich diese zur Abwehr der Forderungen 1440 zum Preußischen Bund zusammen. Zu den Mitgliedsstädten gehörte auch Preußisch Holland, das in den Jahren 1454 und 1464 während des so genannten Städtekrieges in militärische Auseinandersetzungen mit dem Ordensspittler Heinrich von Plauen verwickelt wurde. Mit dem Zweiten Thorner Frieden von 1466 wurden die Auseinandersetzungen zwischen dem Orden und Polen endgültig beendet. Der Orden verlor seine Gebiete westlich der Weichsel und Elbing, was zur Folge hatte, dass der Sitz der Komturei Elbing nach Preußisch Holland verlegt wurde. Als erster Komtur trat hier der spätere Hochmeister Heinrich Reuß von Plauen sein Amt an. Als sich der Ritterorden 1520 erneut mit Polen im so genannten Reiterkrieg anlegte, bekam dies auch Preußisch Holland zu spüren. Ende Januar 1521 belagerten 8000 Polen, Elbinger und Danziger die Stadt und zerstörten das Schloss.
1543 machte der Herzog von Preußen Albrecht anlässlich einer Kirchenvisitation Station in Preußisch Holland. Ein Stallknecht seines Gefolges verursachte einen Brand, dem fast die gesamte Stadt zum Opfer fiel. Für den Wiederaufbau stellte der Herzog die Steine des zerstörten Schlosses zur Verfügung.
Gegen Ende des Zweiten Weltkriegs begann die Rote Armee am 22. Januar 1945, Preußisch Holland anzugreifen, und besetzte die Stadt einen Tag später. Nach der Einnahme brachen insbesondere im Zentrum Brände aus, die das alte historische Stadtzentrum sowie das Schloss weitgehend zerstörten.
Unter der polnischen Verwaltung wurde die Burg wieder aufgebaut.

## Gemeinde
Zur Stadt-und-Land-Gemeinde (gmina miejsko-wiejska) Pasłęk gehören die Stadt selbst und 39 Dörfer mit Schulzenämtern.

### Wappen
Blasonierung: „In Gold auf grünem Dreiberg ein geharnischter Reiter auf springendem, silbernen Ross, mit der Rechten das Schwert schwingend, mit der Linken einen roten Schild, darin ein silberner Querbalken, vor die Brust haltend.“
So das schöne SIGILLVM BVRGENSIVM DE HOLLANDIA, das um das Jahr 1300 geschnitten sein muss. Eine in Bild und Umschrift gleiche kleine Wiederholung wurde 1453 als Sekret gebraucht. Die Darstellung wurde stets beibehalten. Leider ist das Wappen auf dem Schilde des Ritters noch nicht enträtselt, so dass die Farben unsicher sind.

### Städtepartnerschaft

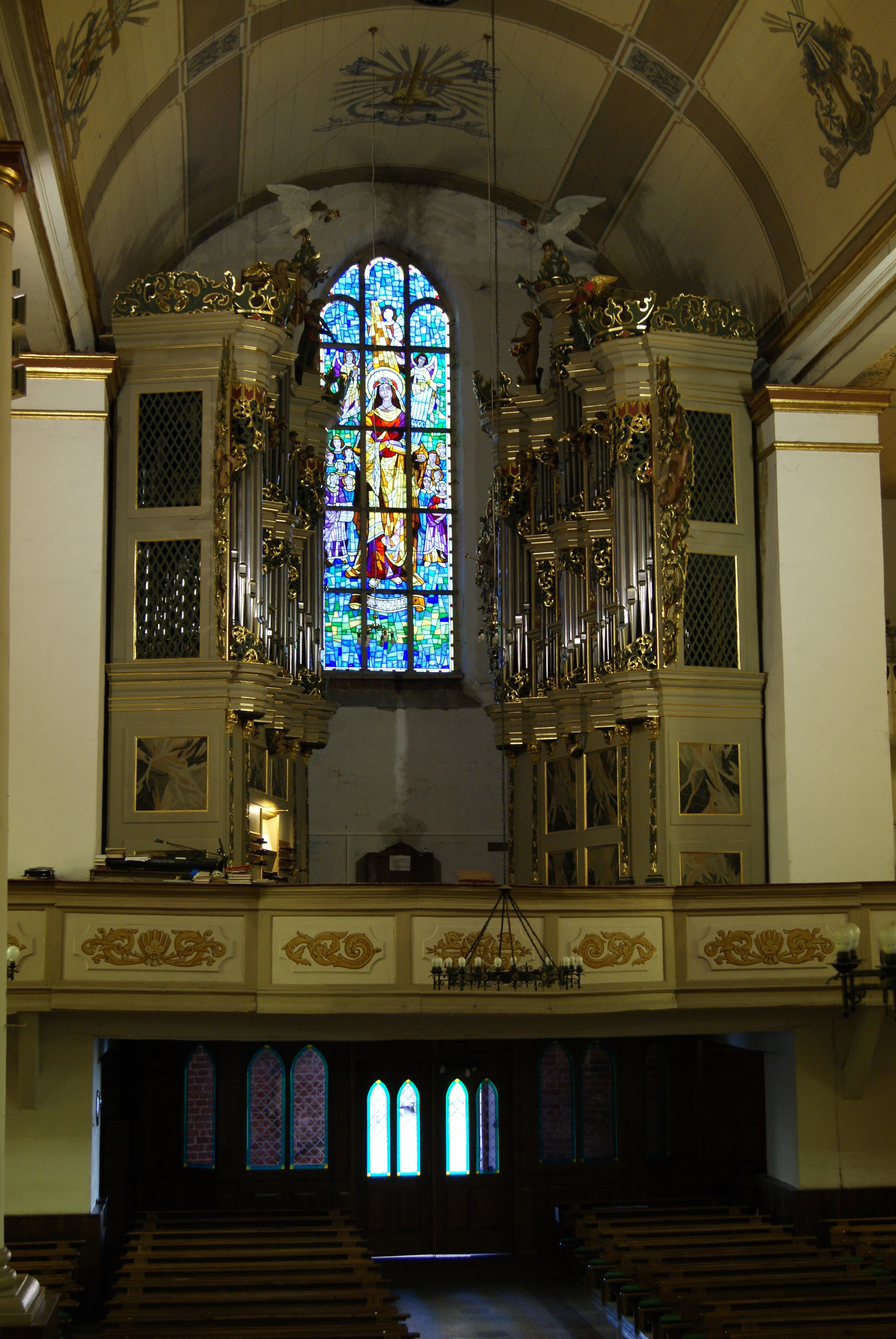
Bartholomäuskirche: Restaurierter Orgelprospekt von Andreas Hildebrandt

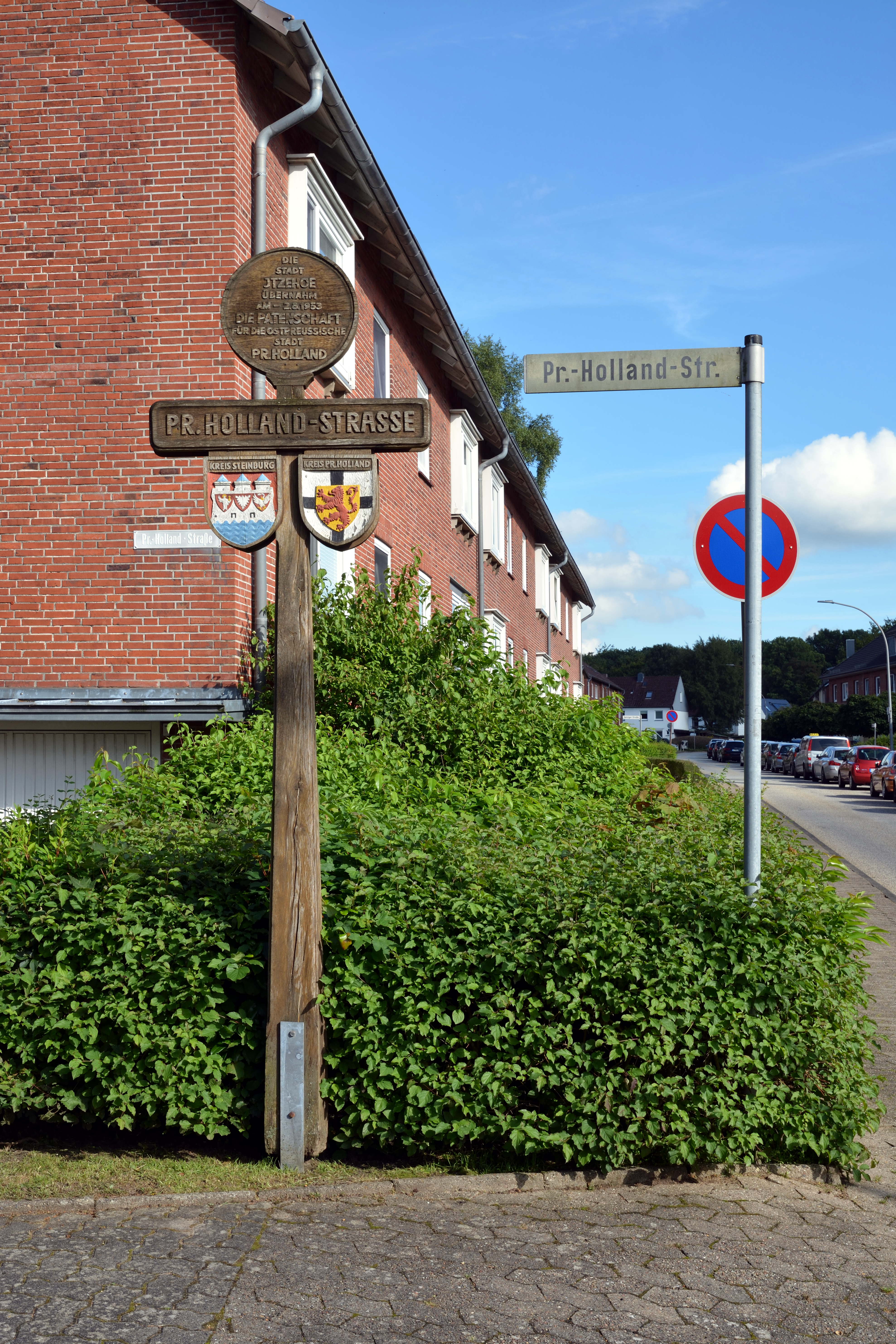
Preußisch-Holland-Straße in Itzehoe mit deutscher Bezeichnung der Städte

Seit dem 11. Oktober 1990 besteht ein Partnerschaftsvertrag mit der schleswig-holsteinischen Stadt Itzehoe. Diese hatte am 2. August 1953 die Patenschaft für die ehemaligen Bewohner der Stadt, aber auch für die Stadt selbst übernommen. Der Kreis Steinburg mit Sitz in Itzehoe sah sich als Patenkreis des zugehörigen Landkreises. Diese Partnerschaft wurde am 15. September 2013 bekräftigt.
Das denkmalgeschützte Haus der Heimat in Itzehoe ist der Kultursitz der Kreisgemeinschaft Pr. Holland und beinhaltet auch ein Museum.

## Verkehr
Zahlreiche Landstraßen treffen in der Stadt zusammen, unter ihnen die Europastraße 77 (Danzig–Warschau), über die nach 18 Kilometern die nordwestlich gelegene Stadt Elbląg (Elbing) erreicht wird. Außerdem führt die Bahnlinie Elbląg–Olsztyn (Allenstein) durch den Ort.
Der Bahnhof Pasłęk ist Fernverkehrshalt an der Bahnstrecke Olsztyn–Bogaczewo. Die Ortschaft Stegny hatte früher einen Haltepunkt an der dort nurmehr im Güterverkehr betriebenen Bahnstrecke Malbork–Braniewo.

## Persönlichkeiten

### Söhne und Töchter der Stadt
- Georg Werner (1589–1643), Kirchenlieddichter, Lehrer und Pfarrer
- Gottfried Weiss (1659–1697), lutherischer Theologe, Professor an der Universität Rostock, Superintendent in Lüneburg
- Ludolf August von Bismarck (1689–1750), General der russischen Armee
- Joachim Friedrich Henckel (1712–1779), Arzt
- Carl Ludwig August Bergius (1784–1829), Regierungsrat in Königsberg
- Moritz von Obernitz (1785–1870), preußischer Offizier
- Eduard von Stoesser (1791–1861), preußischer Generalleutnant
- Victor Valois (1841–1924), Vizeadmiral der Kaiserlichen Marine
- Hugo Erdmann (1862–1910), Chemiker
- Gustav Budjuhn (1869–1939), Politiker
- Eduard Anderson (1873–1947), Maler
- Johannes Valentin (1884–1959), Pharmaziehistoriker
- Alfred Brockhagen (1889–1977), Politiker
- Max Liedtke (1894–1955), Journalist
- Else Jung (1895–1990), Schriftstellerin
- Lotte Laserstein (1898–1993), Malerin
- Karl-Heinz Balzer (1921–2007), Leichtathletiktrainer
- Dietrich Nebelung (* 1921), Jurist, Direktor der Dresdner Bank und Vorstandsmitglied der Berliner Bank[19]
- Hans Grodotzki (* 1936), Leichtathlet
- Hans-Werner Rautenberg (1938–2009), Historiker
- Dieter Berg (* 1944), Historiker
- Burkhard Dreher (* 1944), Volkswirt
- Bianka Kachel (* 1944), deutsche Politikerin
- Marek Polasik (* 1951), polnischer Physiker
- Katarzyna Ankudowicz (* 1981), polnische Schauspielerin
- Urszula Piwnicka (* 1983), polnische Speerwerferin
- Kacper Oleszczuk (* 1994), polnischer Speerwerfer

### Persönlichkeiten, die mit dem vor Ort verbunden sind
- Erhard von Queis, Bischof von Pomesanien, Wegbereiter der Reformation in Preußen, starb am 10. September 1529 in Preußisch Holland.